# Società Sportiva Alba
La Società Sportiva Alba fou un club de futbol de la ciutat de Roma (Itàlia).

## Història
Va ser fundada l'any 1907. Vestia un uniforme de color verd amb una gran banda horitzontal de color blanc i els seus seguidors se situaven dins les classes populars de la ciutat. Umberto Farneti, propietari del club, era propietari d'una posada al centre de Roma, prop del districte de Flaminio, que fou utilitzada com a seu de l'equip i com un lloc de trobada per als seguidors del club.
Va perdre la final de l'scudetto dos anys consecutius: el 1925 davant el Bologna (0-4 a l'anada i 0-2 a la tornada) i el 1926 davant la Juventus FC de Torí (1-7 a l'anada i 0-5 a la tornada).
El 1926 es fusionà amb l'Audace Roma naixent l'Unione Sportiva Alba Audace, i a continuació, el 1927 es fusionà de nou amb la Fortitudo Roma i el Roman constituint l'AS Roma. En el moment de la fusió amb l'Audace, poc abans del naixement de l'AS Roma, l'Alba era presidit per Ulisse Igliori, autor de la proposta de fusió entre els grans clubs romans existents al moment.
El club fou refundat després de la Guerra Mundial, el 1944, amb l'objectiu d'esdevenir el tercer club de la ciutat. El 1945 absorbí el club Ala Roma esdevenint Associazione Sportiva Alba Ala Roma, i més tard el Trastevere Roma i l'Italia Libera el 1946, esdevenint Alba Trastevere, desapareixent al cap de poc temps.

## Palmarès
- Campionat de la Lliga Sud: 
  - 1925, 1926